# Karma Chameleon
Karma Chameleon is een nummer van de Britse band Culture Club en is afkomstig van het album Colour by Numbers uit 1983. Op 5 september dat jaar werd het nummer op single uitgebracht.

## Achtergrond
De plaat stond drie weken op #1 in de Billboard Hot 100. Karma Chameleon stond in zestien landen wereldwijd op #1 in de hitlijsten.
In Nederland was de plaat op maandag 19 september 1983 de 186e AVRO's Radio en TV-Tip op Hilversum 3 en werd een hit in de destijds drie landelijke hitlijsten op de nationale publieke popzender. De plaat kwam in week 38 van 1983 binnen op de 22e positie in de Nederlandse Top 40. De plaat klom vervolgens in vier weken naar de nummer 1-positie, waarvan de plaat een week later werd verdreven door All Night Long (All Night) van Lionel Richie. In de Nationale Hitparade stond de plaat een week op 1 en in de TROS Top 50 twee weken op de nummer 1-positie. In de Europese hitlijst op Hilversum 3, de TROS Europarade, werd eveneens de  nummer 1-positie behaald.
In België bereikte de plaat de nummer 1-positie in zowel de voorloper van de Vlaamse Ultratop 50 als de Vlaamse Radio 2 Top 30. In Wallonië werd géén notering behaald.
Sinds de allereerste editie in december 1999 stond de plaat regelmatig genoteerd in de jaarlijkse NPO Radio 2 Top 2000 van de Nederlandse publieke radiozender NPO Radio 2, met als hoogste notering een 1062e positie in 1999.

## Hitnoteringen

### Nederlandse Top 40
| Hitnotering: 24-09-1983 t/m 03-12-1983 | Hitnotering: 24-09-1983 t/m 03-12-1983 | Hitnotering: 24-09-1983 t/m 03-12-1983 | Hitnotering: 24-09-1983 t/m 03-12-1983 | Hitnotering: 24-09-1983 t/m 03-12-1983 | Hitnotering: 24-09-1983 t/m 03-12-1983 | Hitnotering: 24-09-1983 t/m 03-12-1983 | Hitnotering: 24-09-1983 t/m 03-12-1983 | Hitnotering: 24-09-1983 t/m 03-12-1983 | Hitnotering: 24-09-1983 t/m 03-12-1983 | Hitnotering: 24-09-1983 t/m 03-12-1983 | Hitnotering: 24-09-1983 t/m 03-12-1983 | Hitnotering: 24-09-1983 t/m 03-12-1983 |
| Week                                   | 1                                      | 2                                      | 3                                      | 4                                      | 5                                      | 6                                      | 7                                      | 8                                      | 9                                      | 10                                     | 11                                     |                                        |
| -------------------------------------- | -------------------------------------- | -------------------------------------- | -------------------------------------- | -------------------------------------- | -------------------------------------- | -------------------------------------- | -------------------------------------- | -------------------------------------- | -------------------------------------- | -------------------------------------- | -------------------------------------- | -------------------------------------- |
| Nummer                                 | 22                                     | 10                                     | 5                                      | 3                                      | 1                                      | 2                                      | 3                                      | 8                                      | 13                                     | 21                                     | 35                                     | uit                                    |

### Nationale Hitparade
| Hitnotering: 01-10-1983 t/m 17-12-1983 | Hitnotering: 01-10-1983 t/m 17-12-1983 | Hitnotering: 01-10-1983 t/m 17-12-1983 | Hitnotering: 01-10-1983 t/m 17-12-1983 | Hitnotering: 01-10-1983 t/m 17-12-1983 | Hitnotering: 01-10-1983 t/m 17-12-1983 | Hitnotering: 01-10-1983 t/m 17-12-1983 | Hitnotering: 01-10-1983 t/m 17-12-1983 | Hitnotering: 01-10-1983 t/m 17-12-1983 | Hitnotering: 01-10-1983 t/m 17-12-1983 | Hitnotering: 01-10-1983 t/m 17-12-1983 | Hitnotering: 01-10-1983 t/m 17-12-1983 | Hitnotering: 01-10-1983 t/m 17-12-1983 | Hitnotering: 01-10-1983 t/m 17-12-1983 |
| Week                                   | 1                                      | 2                                      | 3                                      | 4                                      | 5                                      | 6                                      | 7                                      | 8                                      | 9                                      | 10                                     | 11                                     | 12                                     |                                        |
| -------------------------------------- | -------------------------------------- | -------------------------------------- | -------------------------------------- | -------------------------------------- | -------------------------------------- | -------------------------------------- | -------------------------------------- | -------------------------------------- | -------------------------------------- | -------------------------------------- | -------------------------------------- | -------------------------------------- | -------------------------------------- |
| Nummer                                 | 17                                     | 6                                      | 2                                      | 2                                      | 1                                      | 2                                      | 2                                      | 8                                      | 9                                      | 13                                     | 15                                     | 26                                     | uit                                    |

### TROS Top 50
Hitnotering: 22-09-1983 t/m  08-12-1983. Hoogste notering: #1 (2 weken).

### TROS Europarade
Hitnotering: 02-10-1983 t/m 11-03-1984. Hoogste notering: #1 (totaal 12 weken).

### NPO Radio 2 Top 2000
| Nummer met noteringen in de NPO Radio 2 Top 2000 | '99  | '00  | '01  | '02  | '03 | '04  | '05-'11 | '12  | '13-'17 | '18  | '19  | '20  | '21  | '22  |
| ------------------------------------------------ | ---- | ---- | ---- | ---- | --- | ---- | ------- | ---- | ------- | ---- | ---- | ---- | ---- | ---- |
| Karma Chameleon                                  | 1062 | 1141 | 1252 | 1461 | -   | 1779 | -       | 1985 | -       | 1938 | 1913 | 1675 | 1934 | 1975 |

1. ↑  Een '-' betekent dat het nummer niet was genoteerd en een vetgedrukt getal geeft de hoogste notering aan.
2. ↑  Deze tabel is bijgewerkt tot en met de laatste editie (2024).